# Сімнадцять секунд (Пікар)
Сімнадцять секунд (Seventeen Seconds) — третя серія третього сезону американського телевізійного серіалу «Зоряний шлях: Пікар». Сценарій епізоду написали Джейн Магс, Сінді Еппл, режисував Джонатан Фрейкс. Перший показ відбувся 2 березня 2023 року.

## Зміст
«Титан» проникає в туманність — «Терняк» його переслідує і обстрілює — але не смертельно, а знерухомлюючи. В туманності зовнішні сенсори перестають працювати. «Титан» занурюється в туманність. Корабель відірвався — але ненадовго.
У спогаді Пікар підносить тост за народження Тадеуса Райкера. Вілл то схвильований, то наляканий, стверджуючи, що поїздка на турболіфті від містка «Титана» до лікарні була найдовшими сімнадцятьма секундами його життя. Однак виснажена Діанна Трой вигнала його з медвідсіку. Вілл повертається до питання батьківства після того, як побажає Пікару — який є останнім зі свого роду, не має любовних інтересів і живих кровних родичів — невинно нечутливого: «Сподіваюся, одного дня ти теж матимеш це почуття».
Незрячий «Титан» стикається з викидом імпульсу з туманності — електричні та біологічні сигнатури. Енсін Ла Форж має коротку зустріч з Сьомою, де обидві підтверджують свою дружбу, а Сідні називає її «Командорка Сьома».
Вадік, яка є метаморфом, зв'язується зі своїм начальником і отримує наказ переслідувати «Титан» будь-якою ціною. Для цього в туманності потрібно відключити технологію порталу.
Пікар сперечається із Крашер, вимагаючи знати, що сталося з їхніми стосунками. Беверлі зізнається — саме в той день, коли вона кинула його вп'яте — на Касперії-Прайм, то завагітніла. І коли вона спробувала до нього достукатися, Жан-Люк став жертвою замаху повстанців. Після третього такого випадку вона здалася. Крашер зрозуміла — якщо ти син Жана-Люка Пікара, то на твоїй спині є мішень. Як мати, усе єство Крашер було на захист своєї дитини. Вона також зізналася, що розповіла Джеку, хто його батько, і заохотила сина звернутися до Пікара — він відмовився. Після розмови з Крашер Жан-Люк хоче просити вибачення в капітана корабля. У цей час «Терняк» з'являється в зоні візуального контакту і обстрілює корабель. Шоу поранено під час чергової атаки й він офіційно призначає Райкера командиром. Поки Беверлі та доктор Ок намагаються уповільнити внутрішню кровотечу, він хапає Джека Крашера й дивується, як «Терняк» продовжує їх стежити. '
Раффі прокидається на «Ла-Серені», не знаючи, як вона туди потрапила. Єдиний інший член екіпажу на борту — її доглядач: Ворф, син Мога, з дому Марток. Він зробив їй ромашковий чай. Ворф погоджується з Раффі в тому, що атака на будівлю Зоряного флоту є лише передвісником більшого нападу. Раффі картає Ворфа за те, що він перешкоджає її розслідуванню — особливо тому, що вона мала рацію. Але Ворф зазначає, що він боявся — Раффі просто вб'є себе. І він також мав рацію. Однак Ворф визначив, що чоловік на ім'я Тітус Рікка заплатив Сніду, щоб він натиснув на Т'Луко. І вони об'єднали зусилля, щоб затримати Тітуса.
Тим часом Райкер наказує кораблю вийти з туманності, лише щоб знайти «Терняка» — який чекає на них. І, що ще гірше, у нього є флеботиніумовий портал, який керує енергетичним викидом, настільки потужним, що кораблі можуть провалюватися крізь нього. Спроби «Титана» втекти призводять лише до того, що корабель виходить звідти, звідки й вирушив. Райкер, розчарований, наказує кораблю повернутися в туманність, попри попередження наукового офіцера Т'Віна про якийсь гравіметричний об'єкт у її центрі. Крім того, туманність посилає послідовні імпульси енергії, які — зазначає Т'Він — мають біоелектричний підпис.
Ворф і Раффаела (він використовує лише її повне ім'я) встигають затримати Рікку та відтягнути його назад до «Ла-Серени» і розігрують хорошого/поганого поліцейського.
Джек не може дістатися до містка, тому просить Сьому про консультацію: чи є спосіб, з допомогою якого Вадік може стежити за ними? Сьома відводить його в інженерний відділ, де вони виявляють диверсію, застосовуючи мас-спектрометр — з «Титану» витікає газ вертерій, який «Терняк» може легко виявити. Насправді кімната, в яку вони потрапляють, настільки наповнена газом, що атмосфера стає отруйною. Сьома вирушає на ремонт, а Джек залишається на місці; там до нього звертається диверсант, чиє обличчя дрижить від удару. Диверсант збиває з Джека протигаз і залишає його непритомним.
Здається, що Рікка в поганому настрої, і Музікер (розлючений поганий поліцейський) розкачує перед ним приманку з наркотиками, щоб він міг уникнути симптомів абстиненції. Однак Ворф (спокійніший добрий поліцейський) бачить, як його обличчя тремтить, і має лише одне запитання: «Як довго ти був без Великого злиття?» Прикриття зірвано, Рікка трансформується в Мінливця та намагається втекти, але Ворф і його фазер зупиняють це. Потім Ворф розкриває те, що уже дізнався зі свого джерела у Великому зв'язку: відступницька фракція Засновників, що відкололася, всупереч первинному консенсусу намагається відновити війну за Домініон. Зоряний флот не може визнати це публічно, не зробивши того ж самого. Так само, на «Титані», Джек ідентифікує свого нападника як метаморфа. Звичайно, його затягують без свідомості, змушуючи Пікара здійснити сімнадцятисекундну поїздку на турболіфті, найдовшу в його житті, до медвідсіку.
Раффі припускає, що метаморфи, які вкрали портал, зробили це, щоб приховати крадіжку чогось більшого. І зробити щось страшніше в тому самому місці, вони з Ворфом спрямовують своє зацікавлення на Інститут Дейстрома, щоб дізнатися, що ж це таке.
Райкер, Беверлі та Пікар створюють ризикований план використання енергетичного імпульсу від туманності для перезарядки систем корабля. Шоу та Сьома допомагають їм досягти успіху. Сьома виявляє та вбиває самозванця-метаморфа. «Титан» завдає шкоди «Терняку» на шляху з туманності.
Сьома повідомила капітана Райкера про витік газу вертерію. Райкер і його самозваний Номер Один, адмірал Пікар, намагаються вирішити, як цим скористатися. Раніше вони вже вирішили, що їм потрібно доставити «Титан» у безпечне місце, але вони не можуть погодитися, як це зробити. Жан-Люк хоче використати саботаж, щоб заманити «Терняка» в пастку, а Райкер радше дбатиме про екіпаж. Питання вирішується, коли диверсант-метаморф просто вириває кабель живлення, вимикаючи варп-привід. Вадік думає прикінчити їх за допомогою порталів: шквал фотонних торпед «Титана» просто повертається прямо на них, врізаючись у інженерний корпус корабля та вимикаючи основне живлення. «Терняк» відступає, залишаючи «Титана» затягнутим у гравітаційний колодязь в центрі туманності.
Ви щойно нас усіх вбили
Страти у нас щосереди

## Створення
Музичну тему до серіалу написав Стівен Бартон

## Сприйняття та відгуки
На сайті «Rotten Tomatoes» епізод отримав 100 % підтримки на основі відгуків 6 критиків.
В огляді «StarTrek.com» зазначалося: «У спогаді адмірал Пікар і капітан Райкер святкують народження Тадея, новонародженого сина Райкера. Райкер згадує приїзд Тада; після того, як його вітали на мосту з лікарні на „Титані“, йому знадобилося 17 секунд — найдовший турболіфт у його житті — щоб дістатися до свого сина. У ті лише миті він думав, що втрачає свого ненародженого сина. І саме в цей момент він усвідомив, що став батьком.»
В огляді «Den of Geek» серію оцінено у 4.5 зірки з 5 та зазначено: "«О, ти хотів, щоб Беверлі та Жан-Люк нарешті почали душевну розмову, яка не виникала кілька десятиліть? Так буває. Можливо, буде краща демонстрація цієї потужної технології порталу та пояснення того, як історія Раффі пов'язана з командою Star Trek: The Next Generation? Готово! Як щодо включення ворога з Deep Space Nine? Епічні битви зі справжніми ставками? Щирі промови про батьківство? Пікар і Райкер сваряться у справді незручному становищі? Ворф отримує шанс бути водночас фантастично поганим і з неймовірним дзен? Перевірте, перевірте, перевірте і ще раз перевірте.»
«Tor.com»: «Цього тижня ми отримали відповіді як для Крашера, так і для Ворфа, і це принаймні неоднозначно. Однак це найкращий епізод сезону наразі, тому що все починає складатися таким чином, що приносить чудові сюрпризи не лише для шанувальників Наступного покоління, але й для шанувальників Глибокого космосу-9»
«TV Tropes» здійснює детальний розбір аналогій, незбігів та недоречностей епізоду.
Лорі Ольстер з «TrekMovie.com» зазначено: «Три епізоди „Зоряного шляху: Пікар“ і надалі залишаються захоплюючим новим шоу, яке знаходить правильний баланс між класичними тонами „Зоряного шляху“ та сучасною розповіддю й еволюцією знайомих персонажів. Цінності виробництва чудові, з музикою Стівена Бартона. Неперевершений серіал „Сімнадцять секунд“ змусив глядачів бажати більшого. Але все ще відчувати, що вони щойно переглянули вивершений і задовільний епізод.»
На сайті «IMDb» станом на січень 2023 року епізод отримав 8.5 з 10 зірок схвалення при 4755 голосах.

## Знімались
| Актор             | Роль            |
| ----------------- | --------------- |
| Патрік Стюарт     | Жан-Люк Пікар   |
| Джері Раян        | Сьома-з-Дев'яти |
| Мішель Герд       | Раффі Музікер   |
| Ед Спелірс        | Джек Крашер     |
| Джонатан Фрейкс   | Вілл Райкер     |
| Гейтс Макфадден   | Беверлі Крашер  |
| Марина Сіртіс     | Діана Трой      |
| Тодд Стешвік      | Ліам Шоу        |
| Аманда Пламмер    | Вадік           |
| Ешлі Шарп Честнат | Сідні Ла Форж   |
| Томас Деккер      | Тіт Рікка       |
| Еллісон Акоста    | Веско           |
| Стефані Чайковскі | Т'Він           |
| Джозеф Лі         | Мура            |
| Чад Ліндберг      | Фостер          |
| Джин Малей        | Есмар           |
| Тіффані Шеліс     | Ок              |